# Brettheimer Kinderchor
Der Brettheimer Kinderchor (zuvor: Brettheimer Kinderchor „Sing mit!“) ist ein Kinderchor, der für seine Verdienste an der Entwicklung deutschsprachiger christlicher Kindermusik seit den 1980er Jahren bekannt geworden ist.

## Geschichte
Der heute etwa 50 Stimmen starke Chor, seit 2014 unter der Leitung von Johannes Hammer und seiner Frau Miriam, wurde seit der Gründung 1983 durch das Pfarrerehepaar Hans-Gerhard und Elisabeth Hammer zunächst unter dem längeren Namen Brettheimer Kinderchor „Sing mit!“ durch seine Veröffentlichungen im Verlag der Liebenzeller Mission, meist in Koproduktion mit dem Verlag des Evangeliums-Rundfunks in der deutschsprachigen christlichen Musikszene bekannt. Dabei zählten neben einzelnen Liedern vor allem auch größere Gesamtkonstrukte wie Singspiele und Musicals, speziell für Kinder konzipiert, zum Repertoire. Seit Mitte der 1990er Jahre erschienen die Alben des Kinderchores im Hänssler-Verlag, der weitere erfolgreiche Musicals wie Der Ausreißer herausbrachte. Gerade in Konzerten des Kinderchores spielen die in Eigenregie realisierten Bühnenwerke eine tragende Rolle. Von 1983 bis 2008 hatte der Kinderchor jährlich Auftritte bei den im Mai stattfindenden Kindermissionsfesten der Liebenzeller Mission.

## Preise
- 1999: Bibelpreis

## Diskografie
| Jahr | Titel                                                                                | Verlag                                       |
| ---- | ------------------------------------------------------------------------------------ | -------------------------------------------- |
| 1985 | Freunde, es ist jetzt höchste Zeit                                                   | ERF-Verlag & Verlag der Liebenzeller Mission |
| 1986 | Weihnachten ohne Vati. Hör- und Singspiel                                            | VLM                                          |
| 1990 | Wie die Sonne, so hell                                                               | VLM                                          |
| 1990 | Steig um, steig ein!                                                                 | VLM                                          |
| 1993 | Von der Wüste bis zum Meer                                                           | ERF-Verlag & VLM                             |
| 1994 | Nehemia baut die Stadt & Der Untergang Jerichos. 2 Singspiele für Kinder ab 4 Jahren | ERF-Verlag                                   |
| 1994 | Hell erstrahlt der neue Tag. Neue Kinderlieder zum Mitsingen                         | ERF-Verlag                                   |
| 1996 | Hier bei uns, da geht es fröhlich zu                                                 | SCM Hänssler                                 |
| 1998 | Augen auf und durch. 2 Kindermusicals                                                | SCM Hänssler                                 |
| 1999 | Der Ausreißer & Feuer und Flamme                                                     | SCM Hänssler                                 |
| 1999 | Kinder feiern Weihnachten. 3 Singspiele für kleine und große Leute                   | SCM Hänssler                                 |
| 2001 | Wir sind eine Supertruppe                                                            | ERF-Verlag & SCM Hänssler                    |
| 2002 | Ich sag' dir gute Nacht. Abendlieder für Kinder                                      | SCM Hänssler                                 |
| 2006 | Heimlich, still, ganz leise ... Ein Kindermusical                                    | House-Master-Records                         |
| 2008 | Halleluja will ich singen                                                            | SCM Hänssler                                 |
| 2008 | Allen Kindern auf dieser Erde                                                        | SCM Hänssler                                 |
| 2016 | Heute feiern wir ein Fest                                                            | Eigenverlag                                  |

### Kompilationen
| Jahr | Titel                                                              | Verlag       |
| ---- | ------------------------------------------------------------------ | ------------ |
| 1997 | Brettheimers Beste: Das Beste aus 10 Jahren Brettheimer Kinderchor | SCM Hänssler |
| 2008 | 20 Hammerhits                                                      | SCM Hänssler |

### Sampler
| Jahr | Titel                                                                              | Verlag       |
| ---- | ---------------------------------------------------------------------------------- | ------------ |
| 2000 | Das ist Spitze!. Hits für kleine und große Leute                                   | SCM Hänssler |
| 2000 | Alles jubelt, alles singt                                                          | SCM Hänssler |
| 2002 | Alles jubelt, alles singt, Vol. 2                                                  | SCM Hänssler |
| 2003 | Die Family-Lieder                                                                  | SCM Hänssler |
| 2003 | Weil Jesus bald Geburtstag hat. Weihnachts- und Winterlieder für die ganze Familie | SCM Hänssler |
| 2006 | Kinder feiern Jesus, Vol. 2                                                        | SCM Hänssler |
| 2008 | Kinder feiern Jesus, Vol. 3                                                        | SCM Hänssler |